# 글리제 581
글리제 581(Gliese 581)은 천칭자리에 있는, 지구로부터 20.3 광년 거리의 적색 왜성이다. 거리 측면에서 글리제 581은 태양으로부터 87번째로 가까운 행성계이다. 분광형은 M3 V로 적색 왜성 중 비교적 밝은 편에 속한다. 이 별의 질량은 태양의 약 1/3로 추정되며, 최소한 6개의 행성이 주위를 돌고 있다고 여겨진다.
글리제 581 행성계는 항성의 생물권 안을 돌고 있다고 추측된 글리제 581 c가 2007년 4월 발견된 이후로 사람들의 관심을 받게 되었다. 이후 폭주 온실 효과 때문에 c가 생명체가 살기에는 부적합한 환경이라는 분석이 나왔으나, 대신 이후 발견된 글리제 581 d가 생물권 안을 확실하게 돌고 있는 것으로 밝혀졌다. 2009년 4월 지구 질량과 거의 비슷한 글리제 581 e가 발견되었음이 공식적으로 발표되었다. 2010년 10월에는 글리제 581 g가 발견되었는데, 글리제 581d가 생물권의 바깥 경계에서 가까운 곳을 돌고 있는 것과 달리 생물권의 가운데를 도는것으로 보인다.

## 항성

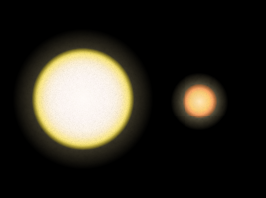
태양(왼쪽)과 글리제 581의 크기 비교.

이 별은 프로이센의 천문학자 프리드리히 빌헬름 아르겔란더가 1863년 출간한 본소천성표를 통하여 BD−07°4003이라는 이름으로 알려졌으며, '글리제'라는 명칭은 이후에 별목록을 다시 정리한 독일의 천문학자 빌헬름 글리제에서 비롯되었다. 글리제 581을 부르는 다른 명칭으로 대표적인 것은 천칭자리 HO(변광성 명칭법)가 있다. 그러나 시리우스나 프로키온과 같이 사람들이 따로 붙여 준 애칭은 없다. 글리제 581은 분광형 M3 V의 적색 왜성이며 지구로부터 약 20.3 광년 떨어져 있다. 밤하늘에서 천칭자리 베타로부터 약 2도 떨어진 곳에 있다. 질량은 태양의 약 3분의 1이며 태양으로부터 87번째로 가까이 있는 행성계이기도 하다.
글리제 581처럼 어두운 적색 왜성은 태양보다 질량이 훨씬 작아서 중심핵에서 수소를 태우는 속도가 태양에 비해 매우 느리다. 겉보기 등급과 거리로부터 이 별의 표면 온도가 약 3,200 켈빈이며 눈으로 보았을 때의 밝기는 태양의 1,000분의 2 수준임을 계산할 수 있다. 그러나 글리제 581과 같은 적색 왜성들은 복사 에너지의 대부분을 적외선에서 뿜기 때문에(별을 흑체로 가정하는 빈의 변위 법칙을 적용할 경우 약 830 나노미터 파장에서 피크를 형성한다) 가시광선만으로 별의 밝기를 판단하는 것은 실제 복사량을 저평가하는 결과를 가져온다.(태양의 경우 피크는 530 나노미터에서 형성되는데 이는 가시광선 영역의 중간 지역이다). 모든 스펙트럼 영역에서의 복사량을 고려하면(사람이 볼 수 없는 영역까지 합치면) 글리제 581의 절대 등급은 태양 복사량의 1.3퍼센트는 된다. 이런 별 주위를 행성이 돌고 있을 경우, 그 행성이 지구와 비슷한 열을 별로부터 받으려면 항성에 보다 가까이 붙어 있어야 한다. 이처럼 지구와 비슷한 환경이 형성될 수 있는 항성 주위 지역을 '골디락스 지역' 또는 보다 정확하게 생물권이라고 부른다. 생물권 범위는 특별히 정해진 것은 아니고 중심 항성이 얼마나 뜨거우냐에 따라 변한다.

## 행성계

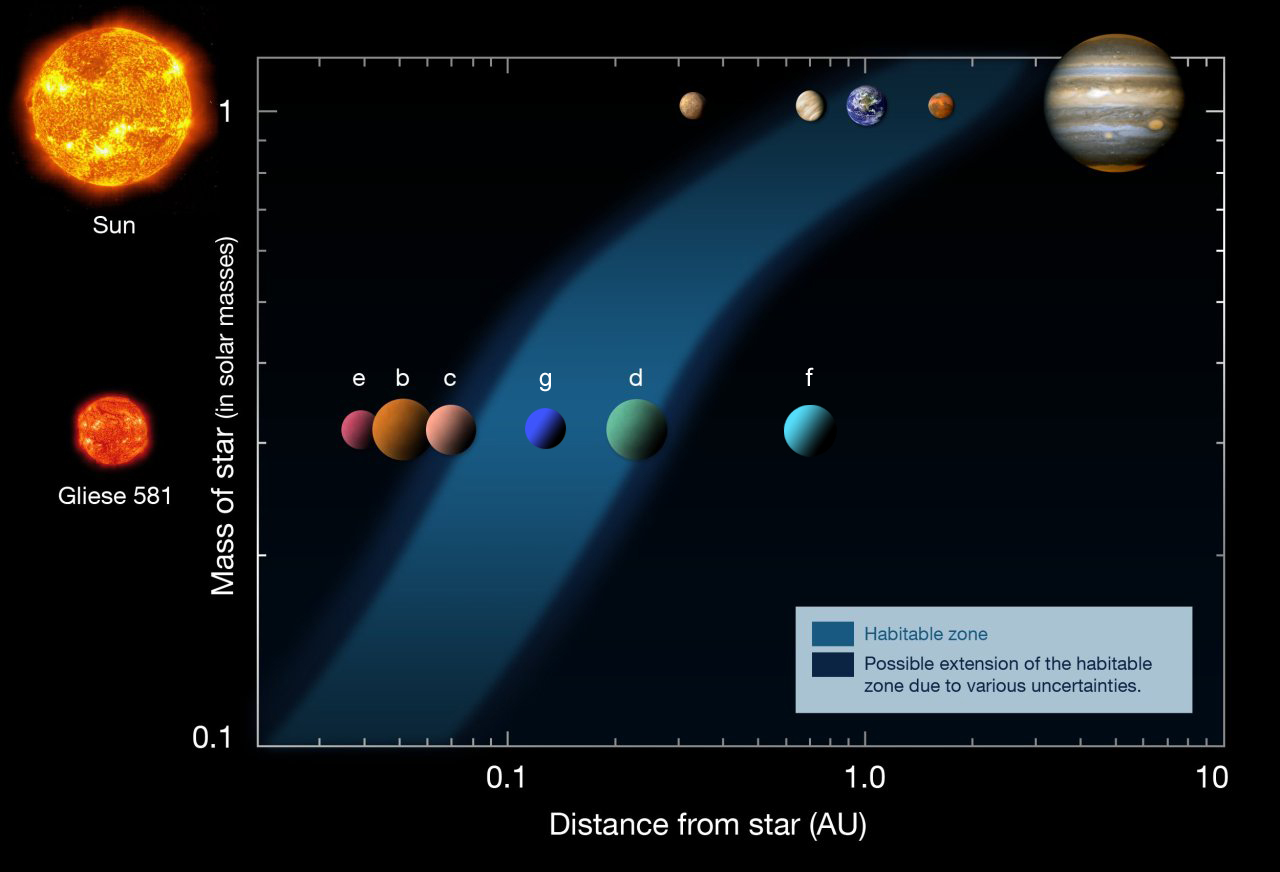
글리제 581의 생물권(아래)과 태양의 생물권(위)을 비교한 것.

글리제 581 행성계의 궤도.

적어도 여섯 개 행성이 글리제 581 주위를 돌고 있는 것으로 밝혀졌다. 해왕성과 비슷한 질량을 지닌 글리제 581 b는 2005년 8월 적색 왜성 주위를 돌고 있는 행성으로는 다섯 번째로 발견되었다. 질량은 최소 지구의 16배(해왕성과 비슷함)이며 5.4일에 항성을 1회 돈다.
또다른 행성 글리제 581 c는 2007년 4월에 발견되었다. 글리제 581 c는 반지름이 지구의 1.5배 정도 되는 암석 행성일 가능성이 높다. 그러나 c는 항성의 원반 앞을 지나가는 통과 행성이 아니기 때문에 위 질량은 어디까지나 최솟값이며 실제 질량은 더 클 가능성이 높다. 반지름으로부터 c의 최소 질량은 지구의 5배(해왕성의 3분의 1)이며 어머니 항성의 생물권 바로 안쪽을 돌고 있다. c는 생물권 내에서 발견된 암석 행성(추측)들 중 가장 질량이 작은 존재이기 때문에 이 행성은 지금까지 '지구와 가장 비슷한 외계 천체'로 불리고 있다. 평균 흑체 표면 온도는 -3 °C (금성과 비슷한 알베도)에서 40 °C (지구와 비슷한 알베도)이나, 실제 온도는 금성과 비슷한 폭주 온실 효과 때문에 훨씬 더 뜨거울(약 500 °C) 가능성이 높다. 일부 천문학자들은 행성계가 행성 이주 과정을 거쳤을 가능성이 있음을 제기하였는데, 글리제 581 c는 동결선 밖에서 태어났으나 이후 어떤 이유로 항성 근처로 가까이 옮겨오게 되었다고 주장하고 있다. 이들의 주장이 맞다고 가정할 경우 c의 조성 물질은 가니메데와 비슷한 얼음 반 암석 반으로 이루어졌을 것이며, 항성에 가까이 접근하면서 얼음 물질이 녹아 크고 깊은 바다를 이루고 있을 것이다. 글리제 581 c는 어머니 항성을 13일도 안 되어 1회 돈다.

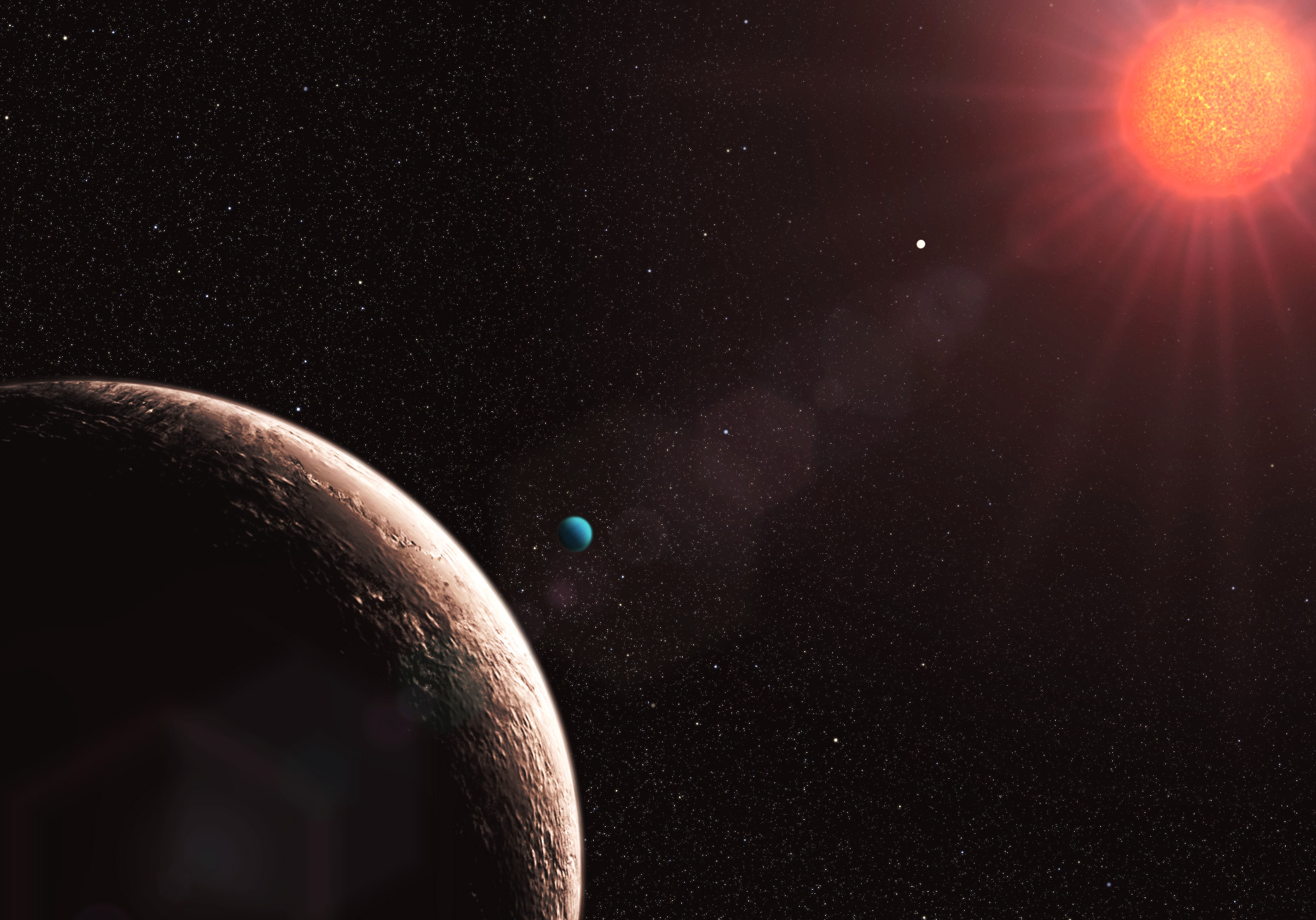
천체 예술가의 상상화. 가장 크게 보이는 것은 글리제 581 e. 푸른색 초승달처럼 보이는 것은 글리제 581 b이며 화면 중간에 멀리 흐리게 보이는 것은 글리제 581 c이다. 화면 오른쪽 끝에 별과 가까운 곳에 있는 것처럼 보이는 것은 글리제 581 d이다. 천체들의 색은 상상한 것이며 밝기는 행성들의 존재를 부각시키기 위해 강조한 것이다.

항성을 관측하여 세 번째 행성 글리제 581 d를 발견했다. d의 질량은 대략 지구의 7배(천왕성의 절반 정도)이며 별을 66.8일에 1회 돈다. d는 항성의 생물권을 돌고 있으며 생명체를 품고 있을 유력한 후보로 꼽힌다.
2009년 4월 21일 네 번째 행성 글리제 581 e가 발견되었다. 이 행성의 최소 질량은 지구의 1.9배로 지금까지 평범한 별 주위를 도는 행성 중에서는 가장 덩치가 작다. 어머니 항성을 3.15일에 1회 돈다.
글리제 581 행성계를 동역학적 모의 실험으로 돌려 본 결과 b, c, d 3행성의 궤도는 이들의 질량이 현재 밝혀진 최소 질량의 1.6 ~ 2배 이상일 경우 불안정하게 되는 것으로 밝혀졌다. 글리제 e, b, c, d 넷이 가질 수 있는 질량 상한선은 각각 지구의 3.1, 30.4, 10.4, 13.8배이다.
2008년 10월 네트워크 웹사이트 베보는 우크라이나 국립 우주 협회 소재 RT-70 전파 망원경을 이용하여 '지구로부터의 메시지'를 글리제 581 c를 향해 쏘았다. 이 메시지는 2029년에 글리제 581 행성계에 도달할 것이며 만약 지성체가 이 메시지를 받아서 지구에 되돌릴 경우 2049년 그 답신을 지구인들이 받을 수 있을 것이다.
| 동반천체 (가까운 순서) | 질량     | 공전궤도 반지름 (AU)  | 공전주기 (일)     | 이심률 |
| ---------------------- | -------- | --------------------- | ----------------- | ------ |
| e                      | ≥1.7 ME  | 0.0284533 ± 0.0000023 | 3.14867 ± 0.00039 | 0      |
| b                      | ≥15.6 ME | 0.0406163 ± 0.0000013 | 5.36841 ± 0.00026 | 0      |
| c                      | ≥5.6 ME  | 0.072993 ± 0.000022   | 12.9191 ± 0.0058  | 0      |
| g                      | ≥3.1 ME  | 0.14601 ± 0.00014     | 36.562 ± 0.052    | 0      |
| d                      | ≥5.6 ME  | 0.21847 ± 0.00028     | 66.87 ± 0.13      | 0      |
| f                      | ≥7.0 ME  | 0.758 ± 0.015         | 433 ± 13          | 0      |

## 같이 보기
- 적색왜성계의 생명체 거주가능성
- 글리제 876